# Cerdonians
Els Cerdonians van ser una secta gnòstica fundada per Cerdó, un sirià que va arribar a Roma aproximadament l'any 137, i segons diu Ireneu, quan el bisbe de Roma era el Papa Higini, però la seva biografia és poc coneguda.
Cerdó defensava que el món no era obra d'un Déu totpoderós i bo, sinó que hi havia dues causes primeres: la perfecta i la imperfecta. Aquesta última causa l'assimilava a un Déu imperfecte, que va crear el món. Era el Déu dels jueus i l'autor de l'Antic Testament. La Llei de Moisès li semblava imperfecta i massa rigorosa. L'altra causa o Déu, a qui anomenava "principi desconegut" era el pare de Jesucrist, que va ser enviat al món per oposar-se al mal. Però la seva encarnació i els seus sofriments només eren aparença. Els cerdonians sembla que no admetien la resurrecció dels cossos, només la de les ànimes. Rebutjaven els llibres de l'Antic i el Nou testament i només admetien l'Evangeli de Lluc, i encara en part. Consideraven també que el cos, com a obra del Déu inferior, havia d'estar sotmès a un rigorós codi moral i prohibien el matrimoni, el vi i la carn, defensant el dejuni.
La major part dels Pares de l'Església que parlen de Cerdó consideren que probablement se li atribueixen idees del seu deixeble Marció i dels Marcionites.